# Almadén de la Plata
Almadén de la Plata est une commune située dans la province de Séville de la communauté autonome d’Andalousie en Espagne.

## Histoire
Le nom « Almadén » vient de l'arabe et il veut dire « la mine », (en rapport alors avec Almadén, ou Benalmádena, à Malaga).
« De la plata » signifie « de l'argent » en espagnol.

## Administration
| Période                                  | Période | Identité | Étiquette | Qualité |
| ---------------------------------------- | ------- | -------- | --------- | ------- |
| N/A                                      | N/A     | N/A      | N/A       | Maire   |
| Les données manquantes sont à compléter. |         |          |           |         |